# 1557
1557 (MDLVII) var ett normalår som började en fredag i den julianska kalendern.

## Händelser

### April
- 2 april – Fred sluts mellan Sverige och Ryssland i Novgorod. Häri beslutas även om 40-årigt stillestånd och att gränsen skall regleras vid ett möte i Vouxen 1559. Gränsdragningen baseras fortfarande på Nöteborgstraktatens vaga bestämmelser från 1323.

### Maj
- 29 maj – Elba delas upp mellan Florens, Piombino och Spanien, där Piombino får styra öns inre delar.[1]

### September
- 7 september – Hertig Johan (III):s förläningar utökas med Raseborgs län.

### Okänt datum
- Gustav Vasa skriver sitt testamente. Sonen Magnus erhåller delar av Götalandskapen, Närke, Småland och hela Dalsland som ärftligt hertigdöme.
- Hertig Erik (XIV) erhåller Kalmar, Kronobergs län och Öland som förläning. Han övertar Kalmar slott vilket han genast börjar bygga om och restaurera.
- Länsingen av kyrkorna i Finland fortsätter medan hertig Johan kräver trohetsed av de fyra stånden.

## Födda
- 27 januari – Abbas den store, persisk shah.
- 24 februari – Mattias, tysk-romersk kejsare 1612–1619, som Mattias II (ungerska Mátyás II) kung av Ungern 1608–1618 och kung av Böhmen 1611–1617.
- 16 augusti – Agostino Carracci, italiensk målare.
- 4 september – Sofia av Mecklenburg, drottning av Danmark och Norge 1572–1588, gift med Fredrik II.
- Olaus Martini, svensk ärkebiskop 1601–1609.

## Avlidna
- 9 april – Mikael Agricola, finländsk reformator.
- 16 juli – Anna av Kleve, drottning av England 1540 (gift med Henrik VIII)
- 1 augusti – Olaus Magnus, svensk kyrkoman, historiker och titulärärkebiskop i exil i Rom sedan 1544.
- 19 november – Bona Sforza, drottning av Polen och regerande hertiginna av Bari.
- 13 december – Niccolo Fontana Tartaglia, italiensk matematiker.
- Charlotte Guillard, fransk boktryckare.

### Fotnoter
1. ↑  World Statesmen (läst 4 april 2011)